# Pietro Bordino
Pietro Bordino (Turín, 22 de noviembre de 1887-Alessandria, 15 de abril de 1928) fue un piloto automovilístico italiano. Siendo una de las figuras más destacadas de los Grandes Premios de su época, falleció con 40 años de edad en un accidente mientras preparaba la carrera Targa Florio.

## Biografía
Bordino fue uno de los pilotos italianos más famosos de los años 1920, popularidad compartida con Antonio Ascari (padre de Alberto) y con Felice Nazzaro. Junto a este último, su nombre está asociado a las victorias a bordo de los automóviles de la Fiat. 
Venció en el Gran Premio de Italia de 1922, corrió las 500 Millas de Indianápolis de 1925 llegando décimo, y tomó parte en las diez pruebas del American Championship Car Racing organizado por la Asociación Automovilística Estadounidense.
En 1927 condujo en carrera el innovador Fiat 806, el primer monoplaza de la historia del GP en el Gran Premio de Milán, disputado en el Circuito de Monza. Bordino venció en la prueba, logrando también la vuelta rápida. Después de esta carrera, la FIAT se retiró para siempre de los Grandes Premios.
Murió en el 1928 en Alessandria mientras estaba probando un Bugatti Type 35 antes de una carrera. De repente, un perro cruzó la carretera quedando enganchado en las barras de la dirección, haciendo el vehículo ingobernable. Bordino finalizó en las aguas del río Tanaro y murió ahogado. Su copiloto, Giovanni Lasagne, sufrió una grave fractura de cráneo y falleció poco después.
Bordino está enterrado en el Cementerio Monumental de Turín.

## Récord de velocidad
En 1911, conduciendo en el circuito de Brooklands y sobre la playa de Saltburn un Fiat S76 Record, alcanzó los 200 y 260 km/h, récord de velocidad sobre el km. y sobre la milla, respectivamente.

## Imágenes
|  |  |  |

## Otros proyectos
- Multimedia en Commons.